# Restio fragilis
Restio fragilis är en gräsväxtart som beskrevs av Esterh. Restio fragilis ingår i släktet Restio och familjen Restionaceae. Inga underarter finns listade i Catalogue of Life.